# 五里墩街道 (信阳市)
五里墩街道，是中华人民共和国河南省信阳市浉河区下辖的一个乡镇级行政单位。

## 行政区划
五里墩街道下辖以下地区：
五里墩社区、肖家湾社区、新马西路社区、福寿前街社区、申碑社区、八一路社区、民族路社区、铁西社区和京广社区。